# Ville-d'Avray (Corot)
Pour l’article homonyme, voir Ville-d'Avray.
Ville-d'Avray est une peinture à l'huile sur toile datant de 1865, réalisée par l'artiste français Jean-Baptiste Camille Corot. Elle est conservée à la National Gallery of Art à Washington D.C.
C'est une vue des étangs près de Ville-d'Avray où Corot a vécu : en 1817, le père du peintre y achète une maison de campagne. Ville d'Avray avec ses deux étangs devient pour Corot l'équivalent de la forêt de Fontainebleau pour les artistes de Barbizon. Tout au long de sa carrière, l'artiste peint à plusieurs reprises des vues de ce lieu.
Le tableau représente la surface calme d'un plan d'eau, avec des bâtiments sur la rive opposée, et au premier plan des figures de paysans, avec l'un des motifs favoris de l'artiste : les arbres, des saules que Corot a peints assez souvent. Des tons pastel doux créent une atmosphère somnolente ; le ciel argenté est pâle, les maisons se reflètent dans le lac.
Le tableau a été donné en 1955 à la National Gallery of Art par le comte Cecil Pecci-Blunt.